# Выборы в Палату представителей США (2010)
Промежуточные Выборы в Палату представителей Конгресса США состоялись 2 ноября 2010 года. Избиратели из 50 штатов США выбрали 435 своих представителей в нижнюю палату Конгресса, а избиратели проживающие на территориях, находящихся под управлением правительства США, но не являющихся частью какого-либо штата, выбрали своих делегатов без права голоса. Стоит отметить, что данные выборы прошли совместно с переизбранием одной трети сенаторов.

## Обстановка до выборов
После выборов 2006 года, демократы получили большинство в Палате Представителей и в Сенате Конгресса США. На выборах 2008 года, которые совпадали с победой демократа Барака Обамы над республиканцем Джоном Маккейном, демократы увеличили своё большинство в обеих палатах Конгресса.

## Итоги выборов
Большинство в Палате представителей — 242 из 435, — получила Республиканская партия (на предыдущих выборах — 178). Демократическая партия получила 193 мандата, утратив большинство (на предыдущих выборах — 256).
Выиграв 63 дополнительных места в Палате Представителей, республиканцы стали большинством в нижней палате Конгресса, а также усилили свои позиции в Сенате, получив дополнительно 6 мест. На выборах, республиканцы выиграли наибольшее количество мест в Палате Представителей с 1946 года., это по большей части обусловлено продолжающимся экономическим спадом и спорной реформой здравоохранения — Obamacare. В 29 из 50 штатов США пост Губернатора штата занял республиканец. Республиканская партия, также, получила 690 мест в законодательных собраниях штатов. В Северной Каролине, республиканцы завоевали контроль над обеими палатами законодательного собрания штата впервые за 140 лет..

## Мнения наблюдателей
Миссия БДИПЧ ОБСЕ по наблюдению за выборами рекомендовала обеспечить полное право представительства в конгрессе для жителей округа Колумбия и территорий США и укрепить прозрачность финансирования кампаний.

## Интересные факты
Кресло Барака Обамы в Сенате США от штата Иллинойс, которое он занимал до победы на выборах Президента в 2008 году, занял республиканец Марк Керк.